# Ehrenberg (Quartier)
Das Wuppertaler Wohnquartier Ehrenberg ist eines von neun Quartieren im Stadtbezirk Langerfeld-Beyenburg im Tal der Wupper. Das Wohnquartier ist nach der beherrschenden Erhebung Ehrenberg benannt.

## Geographie
Das 5,00 km² große Wohnquartier wird im Südwesten und Westen von der Bundesautobahn 1, im Norden von den Straßen Buschenburg, Am Hedtberg, Am Timpen, Beyeröhde, Ehrenberger Straße, Bundesautobahn 1, und der Schwelmer Straße, im Osten von der Stadtgrenze zu Schwelm über den bewaldeten Steinhauser Berg und im Süden von der Wupper begrenzt. Im Uhrzeigersinn umgeben die Wohnquartiere Langerfeld-Mitte, Fleute, die Stadt Schwelm und die Wohnquartiere Beyenburg,  Herbringhausen, Hammesberg und Rauental das Wohnquartier Ehrenberg.
Das Wohnquartier ist bis auf wenige einzelstehende Siedlungen und Hofschaften zum größten Teil mit Wald bedeckt und nur in Norden am Rande des Zentrums des Ortsteils Langerfeld dicht besiedelt. Die Bundesautobahn 1 durchschneidet den nordwestlichen Teil des Wohnquartiers.
Zwei Erhebungen, der Ehrenberg und der Steinhauser Berg, bestimmen die Topografie des Wohnquartiers. Auf der agrarisch genutzten Hochfläche des Ehrenbergs befindet sich die gleichnamige Siedlung Ehrenberg mit zwei Ortslagen. Im Tal der Wupper liegt der Ortsteil Kemna, wo sich das KZ Kemna befand. Die Ortslage Wilde Öhde des Ortsteils Öhde zählt ebenfalls zu dem Wohnquartier, ebenso der nördlich der Wupper gelegene Teil des Werkes der Firma Vorwerk bei Laaken. Daneben gibt es noch die Einzelhöfe, Siedlungen und Ortslagen Beyeröhde, Buschenburg, Busch, Hölkesöhde, Kattendieck, Kucksiepen, Pülsöhde, Röttgen, Schee, Steinhauserberg und Wulfeshohl.